# Heinrich Lübke
Heinrich Lübke (Enkhausen, Westfalia, Renania del Norte-Westfalia, 14 de octubre de 1894 - Bonn, 6 de abril de 1972) fue un político alemán miembro de la Unión Demócrata Cristiana de Alemania.
Fue ministro de Agricultura en el Gobierno de Renania del Norte-Westfalia desde 1947 hasta 1952 y ministro de Agricultura en el Gobierno federal desde 1953 hasta 1959 y presidente de la República Federal de Alemania (Alemania del Oeste) del 13 de septiembre de 1959 al 30 de junio de 1969.
Heinrich Lübke era un hombre de origen humilde, hijo de un zapatero y agricultor de Sauerland, Renania del Norte-Westfalia. Fue designado por Konrad Adenauer como candidato a la presidencia federal, un cargo con funciones representativas, porque consideró que el perfil de Lübke era el idóneo para evitar críticas a sus proyectos políticos por parte del jefe del Estado. Lübke derrotó a Carlo Schmid, el candidato a la presidencia federal de los socialdemócratas en la segunda vuelta del proceso de elección. 
Tuvo que dimitir por su pasado nazi,[cita requerida] en que diseñó un campo de concentración, según sus críticos, mientras que sus defensores señalan que los planos que llevan su firma también podrían ser de una barraca en general y no se podían clasificarse de forma inequívoca como planos de un campo de concentración. El periódico Die Zeit escribió que en las obras en las que Lübke fue director de obra trabajaron trabajadores forzados encarcelados en un campo de concentración. Muchos murieron allí. No fue hasta 1966 que las acusaciones comenzaron a ser hechas por fuentes de la RDA, diciéndose que tenía por lo menos conocimiento de la utilización de mano de obra esclava en sus proyectos; los planes de construcción que llevan su firma y que contienen bloques barracones del campo de concentración fueron publicados como prueba de su complicidad, pero estos hechos fueron desmentidos en Occidente como una  propaganda de Alemania Oriental. Sin embargo, el potencial escándalo amenazó con dañar el cargo del Presidente Federal. En 1968 Lübke anunció que renunciaría al año siguiente; su dimisión entró en vigor tres meses antes del final programado de su mandato. Murió tres años después.